# Джувайрія бінт аль-Харіс
Джувайрія бінт аль-Харіс († 676) (араб. جويرية بنت الحارث) — одна з дружин пророка Мухаммеда, мати правовірних. Донька вождя племені Бану Мусталік Харіса ібн Дірара.
Після перемоги мусульман над племенем Бану Мусталік у 627 р., Джувайрія потрапила до полону і її батько змушений був приїхати до Мухаммеда з проханням про її звільнення. Як викуп він запропонував верблюдів. Мухаммед прийняв цей викуп і звільнив Джувайрію. В результаті перемовин з Мухаммедом Харіс і Джувайрія разом з наближеними особами прийняли іслам. Після цього Мухаммед попросив Харіса видати Джувайрію за себе заміж. Харіс відповів згодою. Завдяки цьому шлюбу мусульмани звільнили з полону 100 родин мусталікітів.
За мусульманським переданням Джувайрія була побожною жінкою. Вона померла у Медині за часів правління халіфа Муавії